# Michael Campbell (cestista)
Michael Carl Campbell (New York, 21 maggio 1975) è un ex cestista statunitense.

## Palmarès

### Individuale
- All-USBL Second Team (2004)